# Hibiscus donianus
Hibiscus donianus är en malvaväxtart som beskrevs av David Nathaniel Friedrich Dietrich. Hibiscus donianus ingår i Hibiskussläktet som ingår i familjen malvaväxter. Inga underarter finns listade i Catalogue of Life.